# Nagyspórás csiperke
A nagyspórás csiperke (Agaricus urinascens) a csiperkefélék családjába tartozó, Európában honos, réteken, füves területeken élő, ehető gombafaj.

## Megjelenése
A nagyspórás csiperke kalapja 10-25 (30) cm széles, fiatalon félgömb alakú, de hamar domborúan, idősen laposan kiterül. Széle eleinte aláhajló. Felszíne sugarasan szálas vagy pikkelykés. Színe fiatalon fehéres, később halványokkeresre, sárgás árnyalatúra változik, különösen a széle felé, nyomásra, sérülésre.
Húsa vastag, kemény. Színe fehér, sérülésre nem sárgul, legfeljebb kissé vörösödik vagy rózsásszürkés lesz; a tönkben kissé barnul, főleg a töve felé. Szaga gyenge, fiatalon ánizsra vagy keserűmandulára emlékeztet, idősen egyre inkább kellemetlen, vizeletszerű ammóniaszagot áraszt; kellemes gombaízű. 
Sűrű lemezei szabadon állnak. Színük eleinte halvány szürkésrózsaszín, idősen sötétbarnák, bíborbarnák; élük halványabb. A lemezeket fiatalon fehér részleges burok védi. 
Tönkje 6-12 cm magas és 2-3,5 cm vastag. Alakja vaskos, hengeres vagy kissé orsószerű. Gallérja fejlett, lelógó, alsó része fogaskerékszerűen mintázott. A fehér tönk a gallér fölött sima, rózsaszínes árnyalatú, alatta fehéresen, szabálytalan kígyóbőrmintázatúan pelyhes.
Spórapora barna. Spórája ellipszis alakú, sima, mérete 8,5-12,3 x 5,2-6,9 µm

### Hasonló fajok
A mérgező fajok közül a karbolszagú csiperkével lehet összetéveszteni. Hasonlít hozzá a mezei csiperke, az erdőszéli csiperke, a gumós csiperke, de gondolni kell a gyilkos galócával való összetéveszthetőségre is.

## Elterjedése és termőhelye
Európában honos. Magyarországon nem gyakori
Réteken, legelőkön, útszéleken, erdőszéleken él. Júniustól októberig terem. 

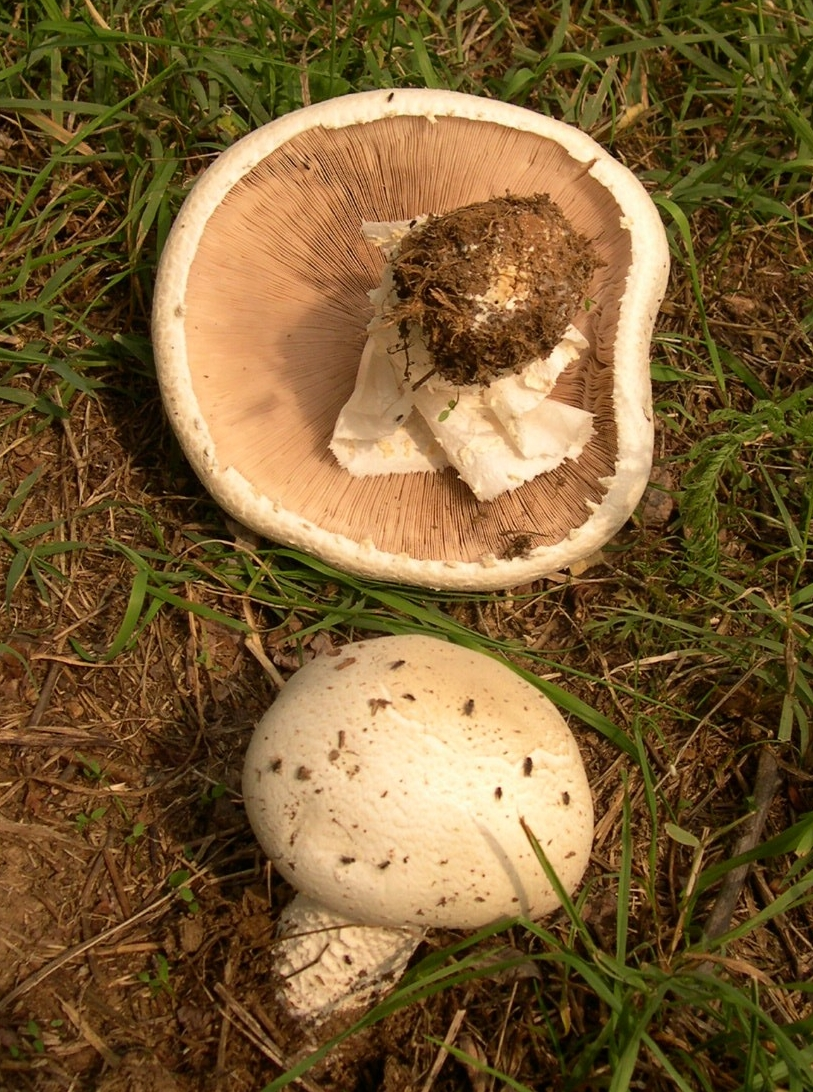
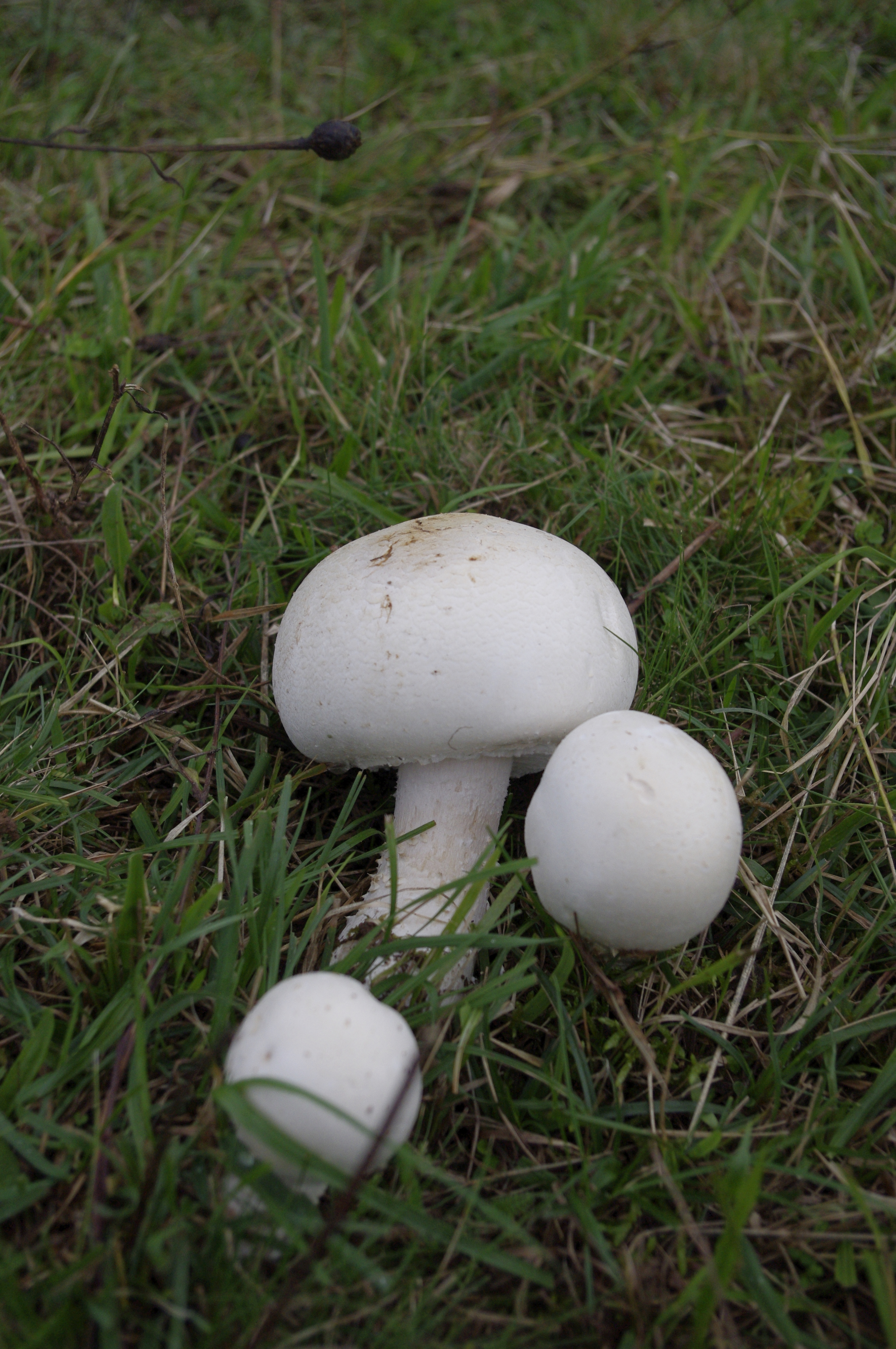
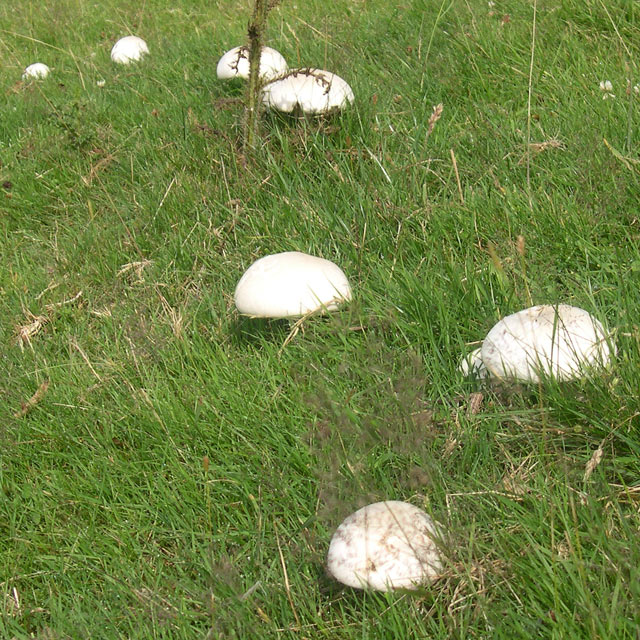
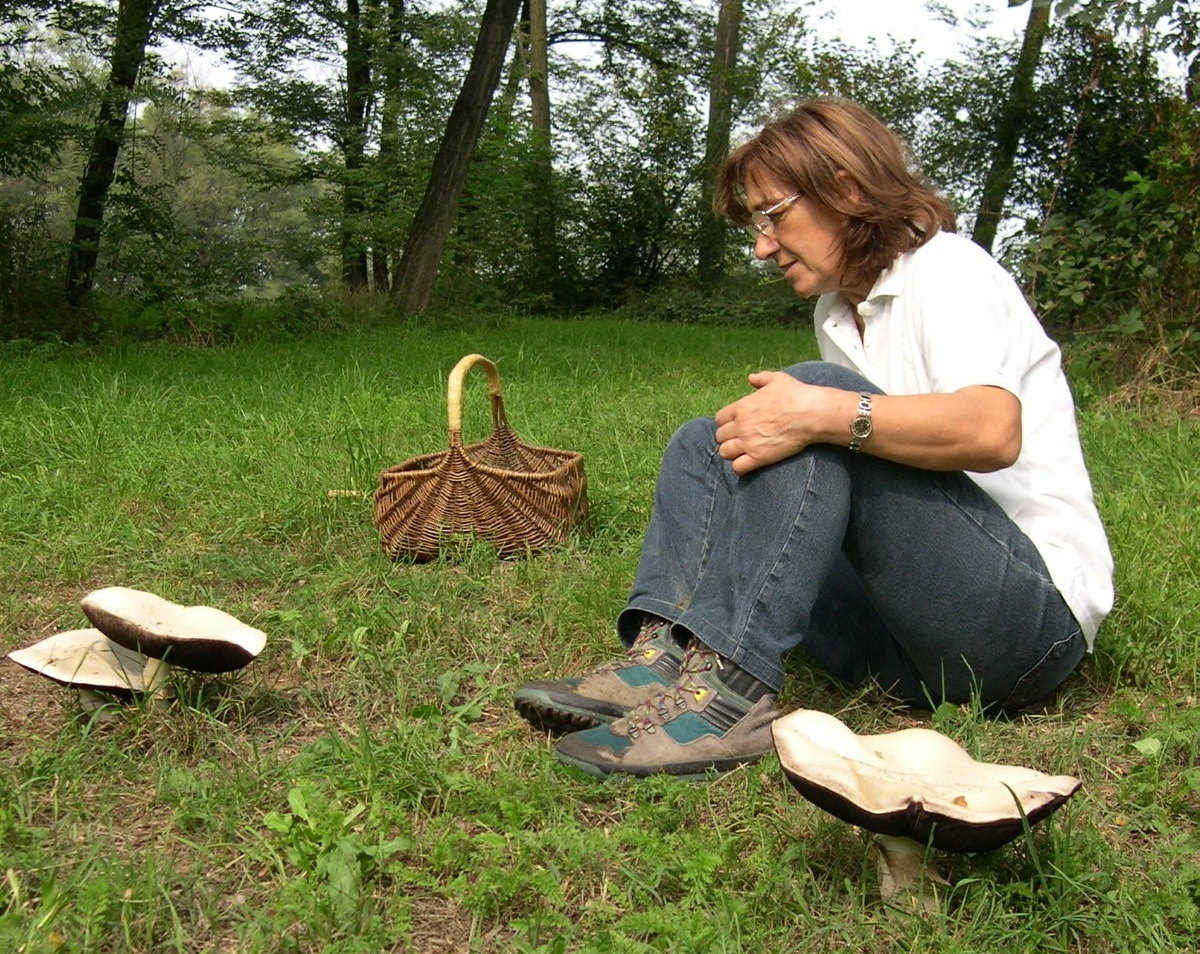
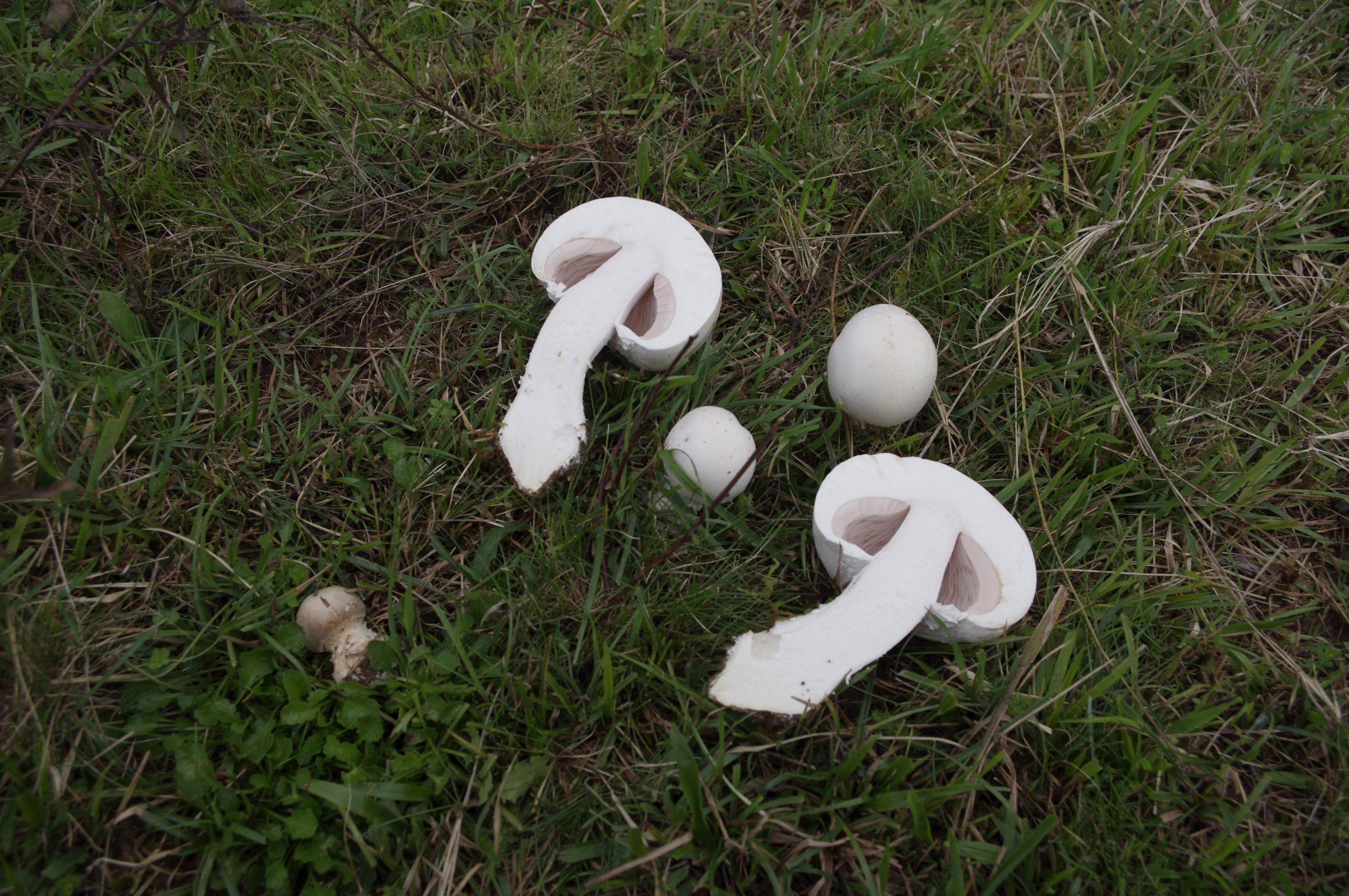

Ehető. 